# Rapporto di diluizione (chimica)
.In chimica e biologia, il rapporto di diluizione (simbolo {\displaystyle {\boldsymbol {DR}}}) in una soluzione è il rapporto del volume soluto ({\displaystyle V_{1}}) rispetto a quello del solvente ({\displaystyle V_{0}\,=\,{V_{sln}\,-\,V_{1}}} per una soluzione ideale). E' spesso usato per diluizioni semplici, nella quale un volume unitario di un materiale liquido di interesse è combinato con un volume appropriato di un solvente liquido per ottenere la desiderata concentrazione. Il materiale diluito deve essere accuratamente miscelato per ottenere la vera diluizione.
{\displaystyle DR\,=\,{\frac {V_{1}}{V_{0}}}\,=\,{\frac {V_{1}}{V_{sln}\,-\,V_{1}}}\,=\,{\frac {1}{\frac {V_{sln}\,-\,V_{1}}{V_{1}}}}\,=\,{\frac {1}{n}}}
Nelle riviste scientifiche si usa il simbolo {\displaystyle 1:n} che significa 1 parte di soluto a n parti di solvente. Ad esempio, in una diluizione 1:5, con un rapporto di diluizione 1:5, comporta la combinazione di 1 unità di volume di soluto (il materiale da diluire) con 5 volumi unitari del solvente per ottenere 6 unità di volume totale della soluzione. Tale definizione ha un valore puramente teorico in quanto la conoscenza del volume del soluto non è facile da ottenere sperimentalmente, vedremo una definizione più pratica per calcolare tale fattore n.

## Processo di diluizione
Nel processo di diluizione si ha un volume noto di soluzione ({\displaystyle V_{sln}^{i}}) a cui viene aggiunta una certa quantità di solvente di volume noto ({\displaystyle \Delta V_{0}}) per ottenere il volume finale della soluzione diluita ({\displaystyle V_{sln}^{f}}). Da notare che la quantità di soluto resta costante in questo processo. Questo significa le seguenti relazioni in base alla rappresentazione della concentrazione che si utilizza:
concentrazione del soluto espressa in molarità (simbolo c, unità kmol/m3, mol/L), allora il numero di moli del soluto ({\displaystyle n_{1}} resta costante e si ha:
{\displaystyle n_{1}\,=\,c_{1}^{i}V_{sln}^{i}\,=\,c_{1}^{f}V_{sln}^{f}}
da notare che si ha l'espressione {\displaystyle c_{1}\,=\,c_{0}M_{0}\;b_{1}\,=\,\varrho _{0}b_{1},\quad b_{1}\,=\,{\frac {b_{0}c_{1}}{c_{0}}}} ottenendo quindi la seguente
{\displaystyle {\frac {c_{1}^{i}}{c_{1}^{f}}}\,=\,{\frac {\varrho _{0}b_{1}^{i}}{\varrho _{0}b_{1}^{f}}}\,=\,{\frac {b_{1}^{i}}{b_{1}^{f}}}}
concentrazione del soluto espressa in concentrazione di massa (simbolo ϱ, unità Kg/m3, g/L), allora la massa del soluto ({\displaystyle m_{1}} resta costante e si ha:
{\displaystyle m_{1}\,=\,\varrho _{1}^{i}V_{sln}^{i}\,=\,\varrho _{1}^{f}V_{sln}^{f}}

## Fattore di diluizione
Il DR è spesso confuso con il fattore di diluizione (simbolo {\displaystyle {\boldsymbol {DF}}}) che è un'espressione che descrive il rapporto del volume della soluzione finale diluita, cioè con aggiunta del solvente, rispetto al volume della soluzione iniziale non diluita. Cioè:
{\displaystyle DF\,=\,{\frac {V_{sln}^{f}}{V_{sln}^{i}}}\,=\,{\frac {V_{sln}^{i}+\Delta V_{0}}{V_{sln}^{i}}}\,=\,{\frac {\Delta V_{0}}{V_{sln}^{i}}}+1\,=\,{\frac {n+1}{1}}}
Si usa il simbolo {\displaystyle 1:(n+1)} dove il secondo numero (n+1) rappresenta il volume totale di soluto + solvente.
Il fattore di diluizione è una notazione spesso utilizzata nei saggi commerciali. Per esempio, una diluizione 1:5 (DF=1:5), si dice diluizione "1 a 5", comporta la combinazione di 1 unità di volume di soluto (la sostanza da diluire) con circa 4 unità di volumi del solvente per dare 5 unità di volume totale. Si noti che le soluzioni e miscele reali occupano un volume leggermente inferiore rispetto al loro componenti allo stato puro a causa delle interazioni a livello microscopico.
Il DF si può anche calcolare come rapporto tra la concentrazione iniziale e finale della soluzione, ovviando al problema della non additività dei volumi, con la formula:
{\displaystyle DF\,=\,{\frac {Concentrazione_{i}}{Concentrazione_{f}}}}
Il fattore di diluizione spesso si esprime usando gli esponenti: 1:5 si esprime come 5 e(−1) (cioè 5−1 i.e. un quinto:uno); 1:100 sta per 10 e(−2) (10−2 i.e. un centesimo:uno), e così via.
In base a quanto detto sulla rappresentazione della concentrazione del soluto, abbiamo le espressioni equivalenti:
{\displaystyle DF\,=\,{\frac {V_{sln}^{f}}{V_{sln}^{i}}}\,=\,{\frac {c_{1}^{i}}{c_{1}^{f}}}V_{sln}^{i}{\frac {1}{V_{sln}^{i}}}\,=\,{\frac {c_{1}^{i}}{c_{1}^{f}}}\,=\,{\frac {b_{1}^{i}}{b_{1}^{f}}}\,=\,{\frac {\varrho _{1}^{i}}{\varrho _{1}^{f}}}}
inoltre si hanno ulteriori relazioni sul solvente aggiunto:
{\displaystyle \Delta V_{0}\,=\,V_{sln}^{f}-V_{sln}^{i}\,=\,\left(1-{\frac {c_{1}^{f}}{c_{1}^{i}}}\right)V_{sln}^{f}\,=\,\left(1-{\frac {1}{DF}}\right)V_{sln}^{f}\,=\,(DF-1)V_{sln}^{i}}
Da notare che DR e DF sono legati dalla semplice relazione:
{\displaystyle DR\,=\,{\frac {1}{n}}\,=\,{\frac {1}{\frac {\Delta V_{0}}{V_{sln}^{i}}}}\,=\,{\frac {1}{DF-1}}}

## Applicazioni
I fattori di diluizione dovrebbero essere scritti con il simbolo dei due punti ":" è ampiamente utilizzato per rappresentare i rapporti in campi come matematica, chimica o chimica organica. Lascia i rapporti per i rapporti effettivi 1:100 = 101. Tuttavia, nei laboratori, entrambe le convenzioni di diluizione sono ampiamente utilizzate, motivo per cui è importante che il personale espliciti sempre se nell'esecuzione delle diluizioni debba essere utilizzato un "rapporto di diluizione" o un "fattore di diluizione".
In chimica analitica, DF è sempre un numero maggiore di 1 e si usa l'equazione della precedente definizione , in altri campi della chimica si usa anche la seguente definizione:
{\displaystyle DF\,=\,{\frac {V_{sln}^{i}}{V_{sln}^{f}}}\,=\,{\frac {V_{sln}^{i}}{V_{sln}^{i}+\Delta V_{0}}}\,=\,{\frac {1}{{\frac {\Delta V_{0}}{V_{sln}^{i}}}+1}}\,=\,{\frac {1}{n+1}}}
In altre aree della scienza come la farmacia e nell'uso non scientifico, una diluizione viene normalmente fornita come rapporto semplice tra soluto e solvente ({\displaystyle DR}). Per grandi fattori per la diluizione, questa confusione fa solo una piccola differenza, ma in un lavoro preciso può essere importante chiarire quale sia il rapporto utilizzato.

### Diluizione seriale
Nei test di diluizione seriale e quelli di ricerca scientifica, viene utilizzato il fattore di diluizione che indica il rapporto con il volume finale, diverso da quello con il volume solvente. I fattori quindi possono essere facilmente moltiplicati per dare un fattore di diluizione globale. Questa procedura permette di ottenere una soluzione molto diluita avendo una soluzione madre (calibrator) con una concentrazione elevata {\displaystyle c_{1}^{i}}. La soluzione finale avrà una concentrazione molto piccola.
{\displaystyle DF\,=\,{\frac {c_{1}^{i}}{c_{1}^{f}}}\,=\,{DF}_{1}\,{DF}_{2}...{DF}_{n}\,=\,\prod _{j=1}^{n}\left({\frac {c_{1}^{i}}{c_{1}^{f}}}\right)_{j}\,=\,\left({\frac {1}{V_{sln}^{i}}}\right)^{n}\prod _{j=1}^{n}{\frac {DF_{j}}{DF_{j}-1}}\Delta V_{0,j}}
Allora predisponiamo n-provette (flask) ed ognuna contiene una quantità di solvente (sample diluent) {\displaystyle \Delta V_{0,j}\,=\,V_{sln,j}^{f}-V_{sln}^{i}\,=\,(DF_{j}-1)\,V_{sln}^{i}}, dove {\displaystyle V_{sln}^{i}} è un volume scelto della pipetta utilizzata per il prelievo e successivo inserimento. Tale volume, detto aliquota,  è una costante e viene scelto in maniera da essere utilizzato sperimentalmente (ad esempio {\displaystyle V_{sln}^{i}={\text{1 mL}}}). La soluzione iniziale è contenuta in una provetta (calibrator) da cui facciamo la prima estrazione con la pipetta.
In particolare se tutti i  {\displaystyle DF_{j}=DF'\quad j=1,2...n} allora si ha la semplice relazione
{\displaystyle DF\,=\,{\frac {c_{1}^{i}}{c_{1}^{f}}}\,=\,{DF'}^{n}\,=\,\left({\frac {DF'}{DF'-1}}{\frac {\Delta V_{0}}{V_{sln}^{i}}}\right)^{n}}
e quindi {\displaystyle \Delta V_{0}\,=\,({(DF)}^{\frac {1}{n}}-1)V_{sln}^{i}}.
Ad esempio un test di diluizione logaritmica è del tipo {\displaystyle DF\,=\,10\cdot 10\cdot 10} e utilizzando una pipetta per prelievo e successivo inserimento di {\displaystyle V_{sln}^{i}={\text{1 mL}}} si ottiene la diluizione seriale predisponendo 3 provette ognuna delle quali contiene un campione di solvente pari a {\displaystyle \Delta V_{0}\,=\,(10-1){\text{1 mL}}\,=\,{\text{9 mL}}}. Quindi partendo da una soluzione iniziale (calibrator) di concentrazione {\displaystyle c_{1}^{i}\,=\,1{\text{M}}\,=\,1{\text{mol/L}}} si ottiene nella terza provetta una soluzione di concentrazione {\displaystyle c_{1}^{f}\,=\,0,001{\text{M}}\,=\,0,001{\text{mol/L}}} e di volume {\displaystyle V_{sln}^{f}\,=\,10{\text{mL}}}.

## Esempi
Supponiamo di avere una soluzione di 60 grammi di NaOH (soluto con indice {\displaystyle i=1}) sciolti in 250 grammi di H2O (solvente con indice {\displaystyle i=0}). Per calcolare le moli del soluto NaOH si può utilizzare la relazione seguente (n = moli, m = massa in grammi del campione, M = Massa molare):
{\displaystyle n_{\text{NaOH}}=m_{\text{NaOH}}/M_{\text{NaOH}}={\text{60 / 40}}=1,5}
{\displaystyle b_{\text{NaOH}}^{i}={\frac {1,\!5{\text{ mol}}}{0,\!25{\text{ kg}}}}=6{\text{ mol}}/{\text{kg}}},
quindi abbiamo 1,5 moli di idrossido di sodio. Per le moli del solvente H2O si ha
{\displaystyle n_{H_{2}O}=m_{H_{2}O}/M_{H_{2}O}={\text{0,25 / 0,018}}=13,9}
{\displaystyle b_{H_{2}O}={\frac {1}{M_{H_{2}O}}}={\text{1 / 0,018}}=55,56{\text{ mol}}/{\text{kg}}}
cioè circa 14 moli di acqua. Poiché la densità del solvente ({\displaystyle \varrho _{0}=\varrho _{\mathrm {H_{2}O} }}) a temperatura ambiente è di circa 1 kg/L e un litro di acqua equivale a 55,56 moli, allora 14 moli occupano un volume di 250 mL. Per calcolare la concentrazione del soluto trascuriamo il volume che occupa in soluzione ({\displaystyle V_{sln}\approx V_{0}}) ed abbiamo:
{\displaystyle c_{1}^{i}={\frac {n_{1}}{V_{sln}^{i}}}={\frac {1,5}{0,250}}=6M}
per ottenere una soluzione con concentrazione 1 M si ha:
{\displaystyle DF={\frac {V_{sln}^{f}}{V_{sln}^{i}}}={\frac {c_{1}^{i}}{c_{1}^{f}}}={\frac {b_{1}^{i}}{b_{1}^{f}}}={\frac {6}{1}}=6\,} e quindi {\displaystyle V_{sln}^{f}=DF\;V_{sln}^{i}=6\cdot 0,25=1,5\,L}. Cioè bisogna aggiungere acqua per 1,25 L per ottenere tale concentrazione di soluto.
Essendo {\displaystyle n\,=\,\Delta V_{0}/V_{sln}^{i}\,=\,1,25/0,25\,=\,5} possiamo anche dire 1 parte di soluto e 5 parti di solvente per ottenere un totale di 6 parti di soluzione.